# Konstanty Radziwiłł (ur. 1958)
Konstanty Radziwiłł (ur. 9 stycznia 1958 we Wrocławiu) – polski lekarz, polityk i dyplomata, doktor nauk medycznych, działacz samorządu lekarskiego. W latach 2001–2010 prezes Naczelnej Izby Lekarskiej, w latach 2015–2018 minister zdrowia w rządach Beaty Szydło oraz Mateusza Morawieckiego, senator IX kadencji, w latach 2019–2023 wojewoda mazowiecki, w latach 2023–2024 ambasador RP na Litwie.

## Życiorys
W 1973 ukończył Szkołę Podstawową nr 205 w Warszawie, a w 1977 VI Liceum Ogólnokształcące im. Tadeusza Reytana w Warszawie. W latach 1977–1983 studiował na I Wydziale Lekarskim Akademii Medycznej w Warszawie, gdzie uzyskał dyplom lekarza. Specjalizował się w medycynie ogólnej (1993) i medycynie rodzinnej (1994). Ukończył podyplomowe studium ekonomiki zdrowia na UW oraz podyplomowe studium bioetyki na Uniwersytecie Kardynała Stefana Wyszyńskiego w Warszawie. W 2011 w Wojskowym Instytucie Medycznym uzyskał stopień doktora nauk medycznych na podstawie napisanej pod kierunkiem Jerzego Kruszewskiego pracy pt. Ocena wielkości efektu placebo w leczeniu chorób alergicznych i astmy na podstawie metaanalizy opublikowanych wysokiej jakości badań skuteczności leków.
W latach 1980–1981 był prezesem Niezależnego Zrzeszenia Studentów na Akademii Medycznej i członkiem Krajowej Komisji Koordynacyjnej NZS. Po wprowadzeniu stanu wojennego uczestniczył w podziemnych działaniach NZS. Był także działaczem Ruchu Wolność i Pokój, w ramach którego od 1986 wchodził w skład Rady Funduszu Ruchu WiP.
Po studiach w latach 1983–1984 pracował jako lekarz stażysta na Ursynowie, następnie jako lekarz podstawowej opieki zdrowotnej w tej samej dzielnicy. Do 1989 zatrudniony również w stołecznym pogotowiu ratunkowym. W latach 1986–1991 był lekarzem zakładowym w przedsiębiorstwach przemysłowych. W 1996 został właścicielem niepublicznego zakładu opieki zdrowotnej pod nazwą Przychodnia Medycyny Rodzinnej. Wykładał w Szkole Wyższej Przymierza Rodzin w Warszawie (2001–2003), a w 2005 został asystentem w Katedrze i Zakładzie Medycyny Rodzinnej Warszawskiego Uniwersytetu Medycznego.
Od 1993 był działaczem samorządu lekarskiego. Należał do Komitetu Łącznikowego Europejskiego Forum Organizacji Medycznych i Światowej Organizacji Zdrowia. Zajmował różne funkcje w warszawskiej Okręgowej Izbie Lekarskiej i Naczelnej Radzie Lekarskiej. W NRL pełnił m.in. funkcje sekretarza (1997–2001 oraz 2014–2015), prezesa (2001–2010) i wiceprezesa (2010–2014). Z członkostwa w Naczelnej Radzie Lekarskiej zrezygnował w 2017. W latach 2010–2012 był prezydentem Stałego Komitetu Lekarzy Europejskich. Współzałożyciel i wiceprezes Związku Dużych Rodzin „Trzy Plus”. W 2010 został ekspertem Centrum Systemów Informacyjnych Ochrony Zdrowia, a w 2013 przewodniczącym rady nadzorczej centrum medycznego. Także w 2013 podjął współpracę z Jarosławem Gowinem, został ekspertem Polski Razem.
W wyborach w 2015 wystartował do Senatu z ramienia PiS (jako kandydat Polski Razem) w okręgu nr 41, uzyskując mandat senatora IX kadencji (otrzymał blisko 100 tys. głosów). 16 listopada 2015 został powołany na ministra zdrowia w rządzie Beaty Szydło. W maju 2016 wstąpił do Prawa i Sprawiedliwości. W okresie pełnienia funkcji ministra zdrowia przeprowadził reformę wprowadzającą sieć szpitali i zmiany w POZ. Pod koniec urzędowania prowadził bezskuteczne rozmowy z protestującymi rezydentami.
11 grudnia 2017 objął stanowisko ministra zdrowia w nowo utworzonym rządzie Mateusza Morawieckiego. 9 stycznia 2018 został odwołany. Bez powodzenia kandydował w wyborach do Parlamentu Europejskiego w 2019. W wyborach w tym samym roku nie uzyskał senackiej reelekcji.
25 listopada 2019 został przez premiera Mateusza Morawieckiego powołany na stanowisko wojewody mazowieckiego. 15 marca 2023 mianowany ambasadorem RP na Litwie. 31 marca tegoż roku zakończył pełnienie funkcji wojewody. 18 kwietnia 2023 objął stanowisko ambasadora w Wilnie. Urzędowanie zakończył 31 lipca 2024.

## Odznaczenia i wyróżnienia
- Krzyż Kawalerski Orderu Odrodzenia Polski (2009)[29]
- Złoty Krzyż Zasługi (2004)[30]
- Złoty Medal za Zasługi dla Straży Granicznej (2021)[31]
- Krzyż Komandorski Orderu „Za zasługi dla Litwy” (2023)[32]
- Nagroda Miasta Stołecznego Warszawy (2015)[33]

## Życie prywatne
Wywodzi się z arystokratycznego rodu Radziwiłłów. Jest wnukiem Konstantego Mikołaja Radziwiłła, właściciela Zegrza, synem Alberta Hieronima Radziwiłła i Anny Marii z domu Czartoryskiej, bratem Macieja i Zofii Bocheńskiej oraz kuzynem Dominika Radziwiłła.
Jest żonaty z Joanną Małgorzatą z domu Dąbrowską. Ma czterech synów i cztery córki: Marię (ur. 1983), Macieja (ur. 1984), Annę (ur. 1986), Elżbietę (ur. 1987), Jana (ur. 1989), Michała (ur. 1991), Karola (ur. 1993) i Barbarę (ur. 2000).